# (36987) 2000 ST351
2000 ST351 (asteroide 36987) é um asteroide da cintura principal. Possui uma excentricidade de 0.23944310 e uma inclinação de 14.39783º.
Este asteroide foi descoberto no dia 29 de setembro de 2000 por LONEOS em Anderson Mesa.